# تام شیلر
تام شیلر (انگلیسی: Tom Schiller؛ زادهٔ ۱۲ آوریل ۱۹۴۹) کارگردان فیلم، بازیگر تلویزیون، فیلم‌نامه‌نویس و کارگردان تلویزیونی اهل ایالات متحده آمریکا است.
وی همچنین برندهٔ جوایزی همچون جوایز امی ساعات پربیننده شده‌است.